# اوترادنی (شهرستان کوشخابلسکی)
اوترادنی (به لاتین: Otradny) یک منطقهٔ مسکونی در روسیه است که در شهرستان کوشخابلسکی واقع شده‌است. اوترادنی ۱۷۰ نفر جمعیت دارد.